# Tågense
Tågense er en mindre bebyggelse på det sydøstlige Lolland. Bebyggelsen ligger i Guldborgsund Kommune og tilhører Region Sjælland.
Navnets første led er enten ordet tåge eller mandsnavnet Töki. Andet led er ordet næs. Tågense er altså enten "Tökis næs" eller "det tågede næs". Bebyggelsen ligger på den yderste sydøstlige del af Lolland ud mod Guldborg Sund og en lille bugt mod nord, hvor Mårbækken udmunder. Stedet omtales i skriftlige kilder første gang i 1484. 
Allerede i 1742 omtales en skole i Tågense. I 1906 blev den erstattet af en ny, der dog blev nedlagt i 1938. Der er ikke længere skole i Tågense.
Et husmandssted kendt som Tågensehuset blev flyttet til Frilandsmuseet i 1946.

## Administrativt/kirkeligt tilhørsforhold

### Tidligere
- Musse Herred, Ålholm Len, Ålholm Amt, Maribo Amt, Storstrøms Amt, Nysted Landsogn, Nysted Kommune
- Fyens Stift

### Nuværende
- Region Sjælland, Guldborgsund Kommune
- Lolland-Falsters Stift, Lolland Østre Provsti, Nysted-Vantore pastorat, Nysted Landsogn

## Andre forhold
Strandengene mod Guldborg Sund og mod Østersøen er stadigvæk bestrøet med større og mindre sten, og minder derved om landskabet som det så ud lige efter istiden.
I 2025 udgav landmanden og amatørhistorikeren Erik Larsen bogen "Fæstegaarde og mennesker i Taagense i 250 år" om de 11 fæstegårde, som landsbyen oprindelig bestod af, og de familier, der har fæstet, ejet og beboet dem i tiden fra folketællingen i 1787 og frem til nutiden. Bogen er baseret på forfatterens søgninger i lokalarkiver efter fæstekontrakter, skøder, aftægtskontrakter og forpagtningskontrakter for hver af de enkelte gårde i Tågense. I 1787 var hele Tågense ejet af grevskabet Christiansholm. Der var ingen forretninger og håndværkere registreret, men der var en skoleholder og en smed.